# Армія порятунку рогінджа Аракану
Армія порятунку рогінджа Аракану (англ. Arakan Rohingya Salvation Army, скорочено: ARSA), раніше відома як Гарака аль-Якін (англ. Harakah al-Yaqin, Рух віри) — терористичне сепаратистське воєнізоване повстанське угрупування народу рогінджа, що діє на півночі штату Ракайн у М'янмі. Веде збройну боротьбу з бірманськими урядовими силами за незалежність штату Ракайн. Лідером організації є емігрант із Саудівської Аравії — Атаулла абу Аммар Юнуні більш відомий як Ата Улла. Інші керівники ARSA також є емігрантами рогінджа із Саудівської Аравії. «International Crisis Group» підтверджує, що лідер руху Ата Улла має зв'язки з приватними особами в Саудівській Аравії та Пакистані й те, що бойовики-рогінджа проходять військовий вишкіл під керівництвом афганських та пакистанських вояків.
Влада М'янми 25 серпня 2017 року визнала ARSA терористичною організацією.

## Історія
Непрості відносини між двома релігійними громадами почалися ще під час колоніального панування Великої Британії. Свого піку вони досягли в 1942 році, під час війни з Японською імперією. Британці пообіцяли рогінджа незалежність штату Ракайн, взамін на боротьбу проти японців. Тоді ж представники рогінджа отримали зброю від Великої Британії для боротьби з японськими завойовниками. Але мусульмани рохінджа використали зброю проти своїх буддійських сусідів. Загинули понад 50 тисяч осіб.
Напередодні розділу Британської Індії, відповідно до політики деколонізації уряду Великої Британії, в 1946 році мусульмани-рогінджа виступили з ідеєю виділити частину бірманської території, де проживають мусульмани, і включити її до складу Східного Пакистану (територія сучасного Бангладеш до незалежності від Пакистану в 1971 році). У 1947 році організація «Мусульманська ліга Північного Аракана» запропонувала генерал-губернатору Східного Пакистану Мухаммеду Алі Джина приєднати штат Ракайн. Мусульмани-рогінджа боролися за входження до складу Пакистану аж до незалежності Бірми у 1948 році. Після цього бірманська влада ввела у штаті Ракайн воєнний стан та почала переслідувати активних сепаратистів мусульман-рогінджа.
У 2012 році відбувся новий сплеск протистояння між мусульманами та буддистами. Заворушення почалися після зґвалтування та вбивства молодої дівчини-буддиста. В її смерті звинуватили мусульман, після чого почались погроми крамниць та мечетей.
У тому ж 2012 році була створена воєнізована організація «Армія порятунку рогінджа Аракана», яка продовжує боротьбу за незалежності штату Ракайн, при цьому використовує терористичні методи, як то нападають на поліцейських, військових та викрадення людей.
У жовтні 2016 року група, яка називає себе Гарака аль-Якін, взяла на себе відповідальність за напади на прикордонні пункти вздовж кордону Бангладеш-М'янма, під час яких загинуло 9 офіцерів поліції та 4 вояки Армії М'янми.
15 листопада 2016 року «Татмадав» оголосив про те, що під час останніх боїв силами безпеки вбито 69 терористів.
25 серпня 2017 року бойовики АРСА напали на 30 поліцейських дільниць. Після чого влада М'янми почали антитерористичну операцію. За повідомленнями військових, в результаті боїв в штаті було вбито понад 400 бойовиків, загинули 12 військових та 14 мирних мешканців. Близько 422 тисяч рогінджа стали біженцями.